# Rőterű juhar
A rőterű juhar (Acer rufinerve) a szappanfavirágúak (Sapindales) rendjébe és a szappanfafélék (Sapindaceae) családjába tartozó faj.

## Elterjedése
Japán hegyvidéki erdeiben honos.

## Leírása
Terebélyes, oszlopos 10 méter magasra növő lombhullató fa. A levelei rendszerint háromkaréjúak, durván fogazottak, 13 cm hosszúak és szélesek. A felszínük sötétzöld, sima. Fonákjuk az erek mentén rozsdásan szőrös. Ősszel vörösre színeződnek. A kérge sötétzöld, világosabb vagy fehér csíkokkal és foltokkal tarkított. Idővel megszürkül és berepedezik. A virágok aprók, sárgászöldek. Felálló fürtjeik tavasszal nyílnak. Termése ikerlependék, széttartó természárnyai 2 cm-esek, pirosra érnek.

## Képek

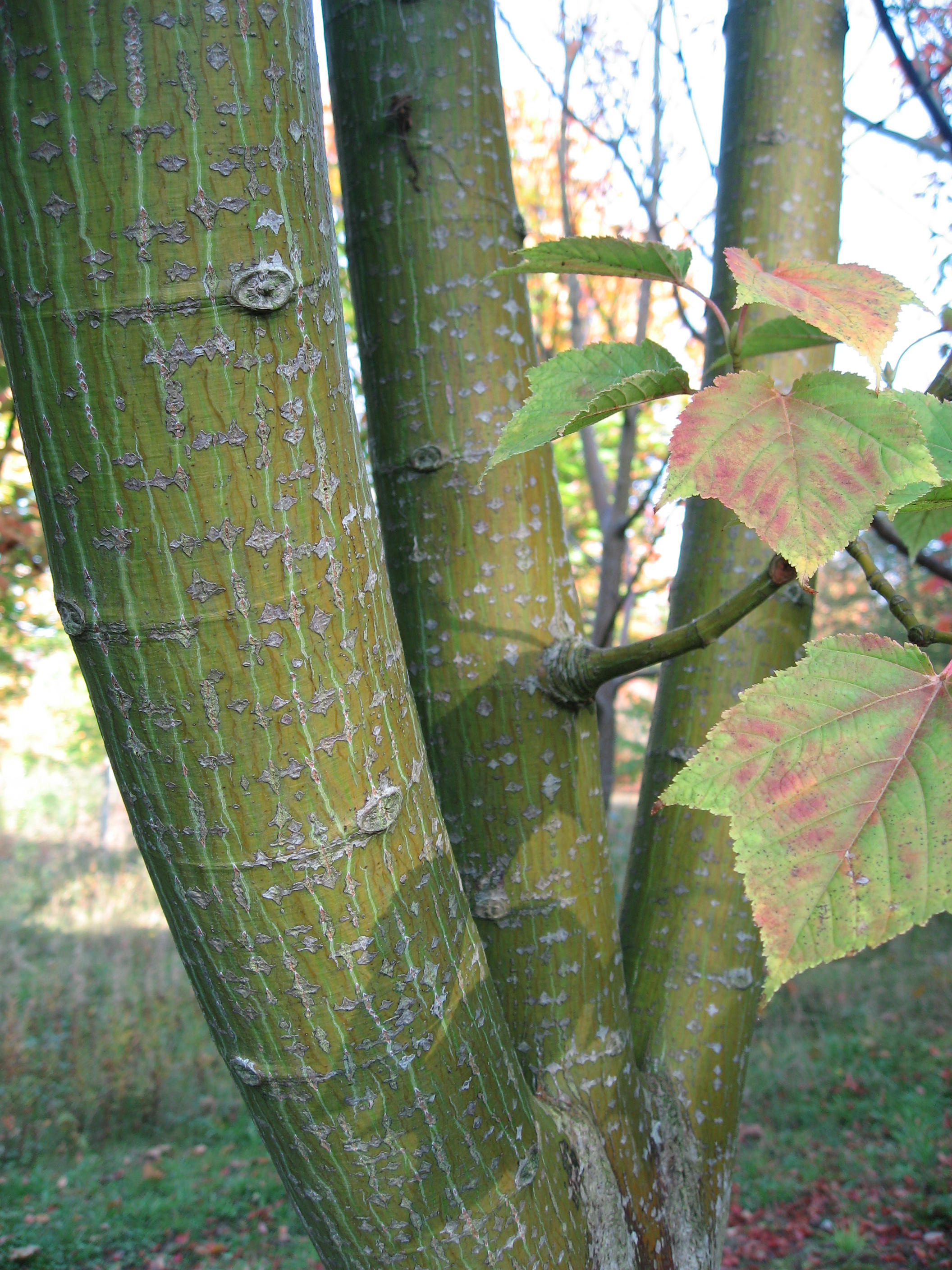
Kérge
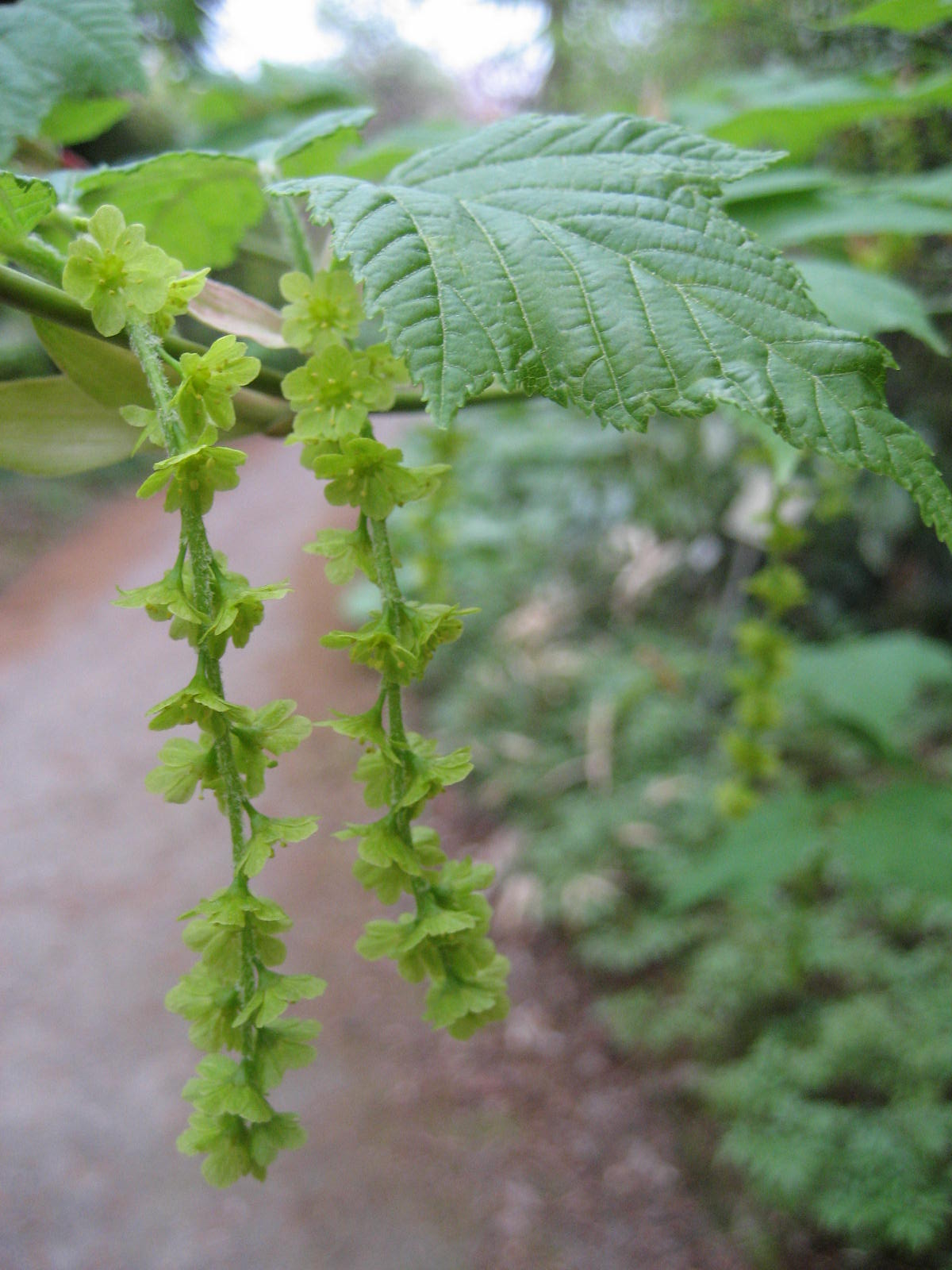
Virágai
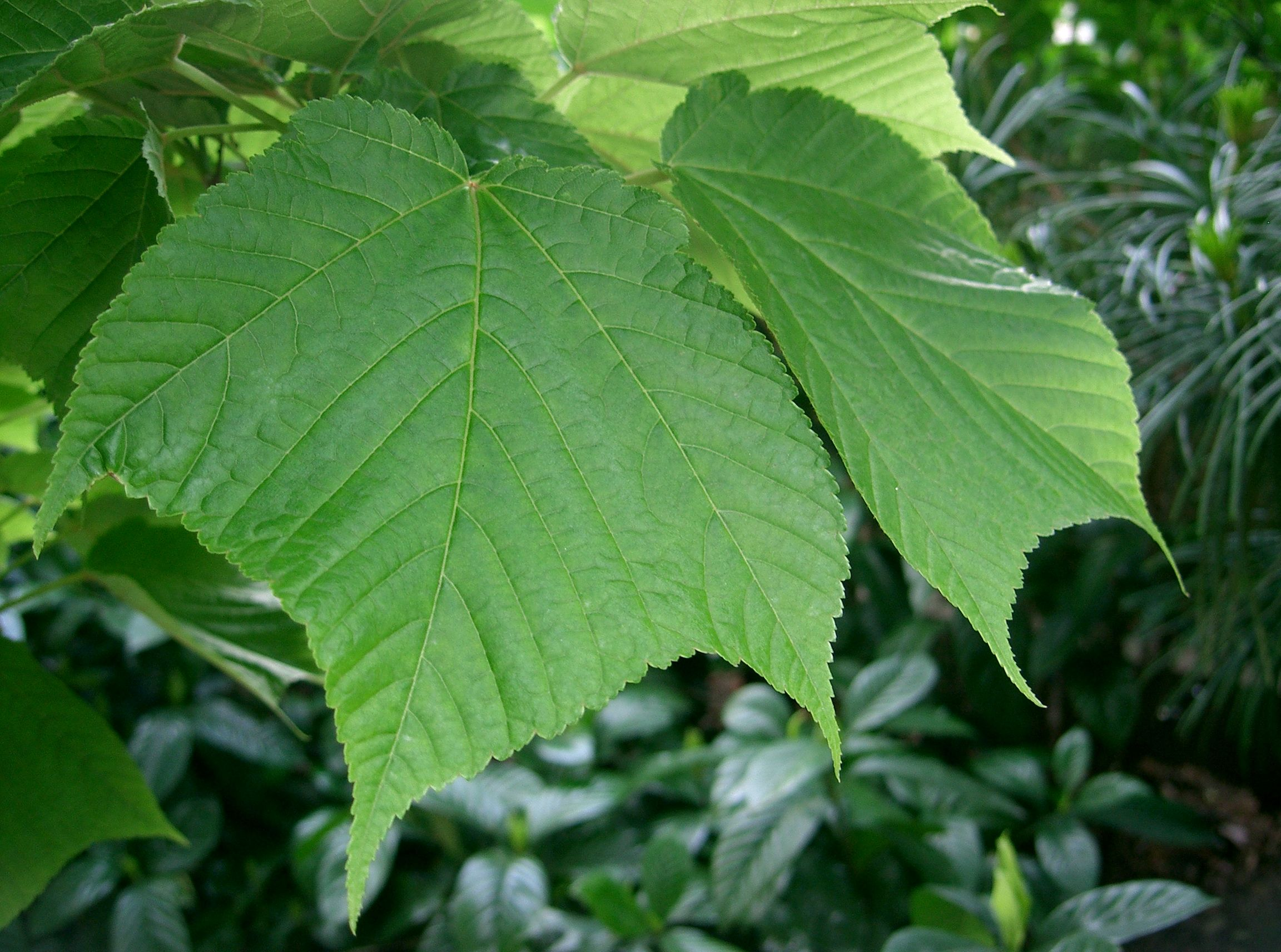
Levelei
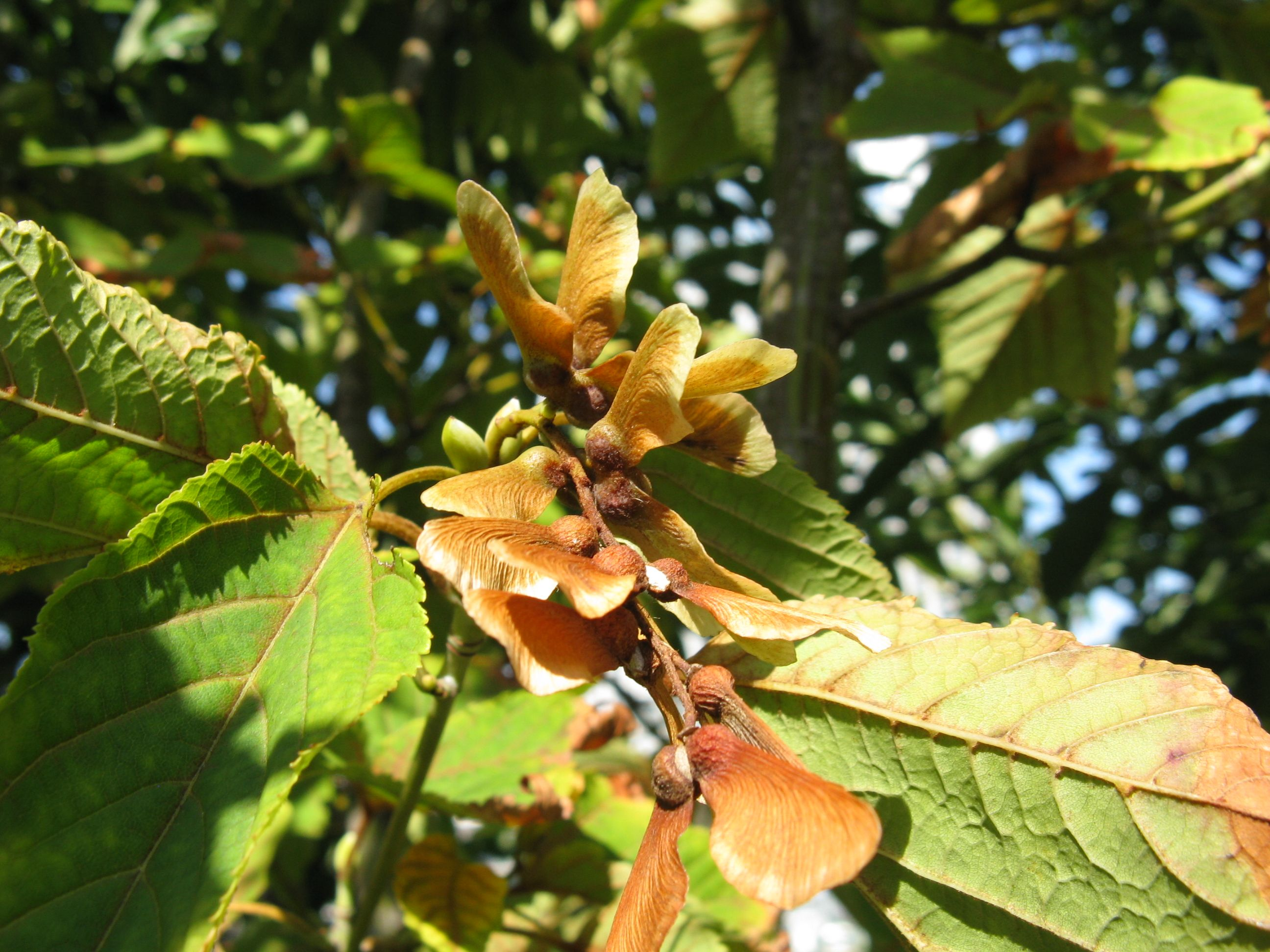
Termései